# 喬納森·愛德華斯

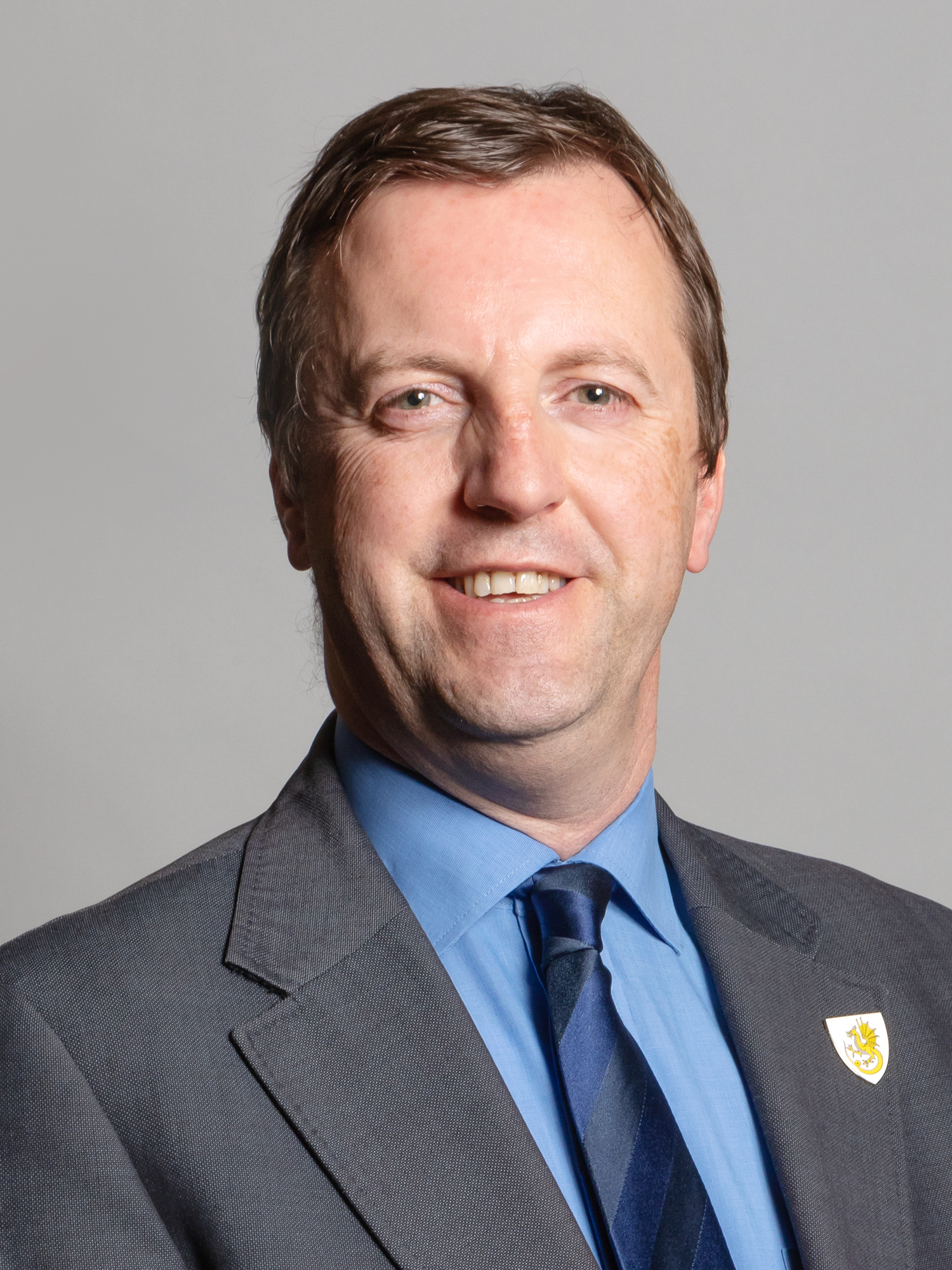

喬納森·愛德華斯（Jonathan Edwards，1976年4月26日—）是一位英國政治人物，他的黨籍是威爾斯黨。自2010年開始，他擔任東卡馬森和迪內弗爾選區選出的英國下議院議員。